# Tratado de la Zona Libre de Armas Nucleares del Sudeste Asiático

Los participantes en el Tratado, que son, esencialmente, todos los miembros de la ASEAN

Países sin armas nucleares
Países con armas nucleares
Compartición nuclear
Países firmantes del Tratado de No Proliferación Nuclear.

El Tratado de la Zona Libre de Armas Nucleares del Sudeste Asiático (SEANWFZ) o el Tratado de Bangkok, de 1995, es un tratado de moratoria de armas nucleares entre 10 estados del Sudeste Asiático bajo los auspicios de la ASEAN : Brunei Darussalam, Camboya, Indonesia, Laos, Malasia, Myanmar, Filipinas, Singapur, Tailandia y Vietnam . Fue abierto a la firma en la conferencia de Bangkok el 15 de diciembre de 1995, y entró en vigor el 28 de marzo de 1997. El Tratado bliga a sus miembros a no desarrollar, fabricar o adquirir, poseer o tener control sobre armas nucleares.
La Zona es el área que comprende los territorios de los estados y sus respectivas plataformas continentales y Zonas Económicas Exclusivas (ZEE); "Territorio" significa el territorio terrestre, las aguas interiores, el mar territorial, las aguas archipelágicas, los fondos marinos y su subsuelo y el espacio aéreo sobre ellos.
El tratado incluye un protocolo en virtud del cual los cinco estados poseedores de armas nucleares reconocidos por el Tratado sobre la no proliferación de las armas nucleares (TNP), a saber, China, Estados Unidos, Francia, Rusia y el Reino Unido (que también son los cinco estados permanentes miembros del Consejo de Seguridad de las Naciones Unidas ) se comprometen a respetar el Tratado y a no contribuir a que los Estados Partes lo violen. Ninguno de los estados con armas nucleares ha firmado este protocolo.

## Historia
El trabajo preliminar para el establecimiento del futuro Tratado de Zona Libre de Armas Nucleares del Sudeste Asiático (SEANWFZ) se inició el 27 de noviembre de 1971, cuando los 5 miembros originales de la Asociación de Naciones del Sudeste Asiático (ASEAN), Indonesia, Malasia, Filipinas, Singapur y Tailandia se reunieron en Kuala Lumpur, Malasia, y firmaron la declaración sobre la Zona de Paz, Libertad y Neutralidad de la ASEAN (ZOPFAN) . Uno de los objetivos de ASEAN fue también el establecimiento de SEANWFZ.
Sin embargo, debido a la atmósfera política en ese momento, incluidas las rivalidades entre los miembros y los conflictos en la región y la Guerra Fría, era menos factible establecer el SEANWFZ. Así, la propuesta formal para establecer una región libre de armas nucleares se retrasó hasta la década de 1990, después del fin de la Guerra Fría, cuando los Estados miembros renovaron sus esfuerzos en materia de desnuclearización. Después de realizar negociaciones gracias a un grupo de trabajo de la ASEAN, el Tratado fue firmado por los jefes de gobierno de sus 10 Estados miembros en Bangkok el 15 de diciembre de 1995. El tratado entró en vigor el 28 de marzo de 1997 después de que todos menos uno de los Estados miembros lo ratificaran. Así, hubo que esperar hasta el 21 de junio de 2001, fecha de su ratificación por parte de Filipinas, para confirmar la prohibición de todas las armas nucleares en la región. En 2014, en la Reunión de la Comisión para el Tratado sobre la SEANWFZ, los Ministros revisaron el progreso de implementación del Plan de Acción 2013-2017 para Fortalecer el Tratado SEANWFZ, al tiempo que reafirmaron su compromiso de preservar el Sudeste Asiático como Zona Libre de Armas Nucleares.

## Estados miembros

### Miembros de Pleno Derecho
| Estado    | Firmado                 | Depositado              |
| Brunéi    | 15 de diciembre de 1995 | 22 de noviembre de 1996 |
| Birmania  | 15 de diciembre de 1995 | 17 de julio de 1996     |
| Camboya   | 15 de diciembre de 1995 | 27 de marzo de 1997     |
| Indonesia | 15 de diciembre de 1995 | 10 de abril de 1997     |
| Laos      | 15 de diciembre de 1995 | 16 de julio de 1996     |
| Malasia   | 15 de diciembre de 1995 | 11 de octubre de 1996   |
| Filipinas | 15 de diciembre de 1995 | 21 de junio de 2001     |
| Singapur  | 15 de diciembre de 1995 | 27 de marzo de 1997     |
| Tailandia | 15 de diciembre de 1995 | 20 de marzo de 1997     |
| Vietnam   | 15 de diciembre de 1995 | 26 de noviembre de 1996 |

### Estados que han ratificado el Protocolo
El Tratado tiene un Protocolo que está abierto a la firma de los cinco estados reconocidos con armas nucleares: China, Francia, Rusia, el Reino Unido y los Estados Unidos. El protocolo compromete a esos estados a no contribuir a ninguna violación del tratado ya no usar o amenazar con usar armas nucleares dentro de la zona.
Hasta abril de 2015, ninguno de los cinco ha firmado el protocolo SEANWFZ, pero en noviembre de 2011 acordaron con los estados de la ASEAN los pasos que les permitirían hacerlo.